# Dieter Klebelsberg
Dieter Klebelsberg (* 14. Dezember 1928 in Innsbruck; † 27. April 2018 in Innsbruck) war ein österreichischer Psychologe, der als Universitätsprofessor am Institut für Psychologie der Universität Innsbruck tätig war.

## Leben
Er wurde als Sohn des deutschnationalen Ordinarius für Geologie Raimund von Klebelsberg geboren. Dieser galt unter anderem wegen der von ihm 1923 gegründeten, dem „Grenzlandkampf“ um Südtirol dienenden Reihe Schlern-Schriften als der maßgebliche Landeskundler. Ab 1947 studierte Dieter Klebelsberg an der Universität Innsbruck in den Hauptfächern Psychologie und Philosophie sowie in den Nebenfächern Psychiatrie und Musikwissenschaft. Im Jahr 1952 promovierte er mit Werk und Persönlichkeit des Genies in wertmässiger Betrachtung – eine theoretische Untersuchung. Das Studium der Psychologie setzte er an der Universität Tübingen fort und legte dort 1954 seine Diplomprüfung ab. 1957 gründete Klebelsberg gemeinsam mit Eduard Grünewald die erste verkehrspsychologische Untersuchungsstelle Österreichs in Innsbruck, die zwei Jahre später in das neu gegründete Kuratorium für Verkehrssicherheit mit Sitz in Wien übernommen wurde. Von 1959 bis 1965 hatte Klebelsberg die Leitung des Verkehrspsychologischen Instituts des Kuratoriums für Verkehrssicherheit inne. 1967 habilitierte sich Klebelsberg an der Universität Tübingen mit der Arbeit Risikoverhalten als Persönlichkeitsmerkmal. Klebelsberg wirkte in der Folgezeit als Akademischer Rat in Tübingen und war dort 1970/1971 Leiter des Psychologischen Instituts. 
Im Jahr 1971 wurde Klebelsberg auf den neu geschaffenen dritten Lehrstuhl für Psychologie an der Universität Mannheim berufen. Von Mannheim aus wurde Dieter Klebelsberg 1975 auf die neu eingerichtete Professur für angewandte Psychologie der Universität Innsbruck berufen. Diese Position hatte er bis zu seiner Emeritierung im Jahre 1993 inne. Seine Innsbrucker Lehrjahre waren von einem „Methodenkonflikt“ überschattet, bei dem es um die von einem Teil der Lehrenden (besonders von Eva Köckeis-Stangl und Peter Seidl), aber vor allem von Seiten vieler Studierender verlangte Einbindung psychoanalytischer Ansätze, von qualitativ „lebensweltlichen“ Methoden und von einem Streit über den Wert der Sozialpsychologie und die geltend gemachten Ansprüchen der Kritischen Psychologie ging. 

## Werk
Seine Forschungstätigkeit betraf das Gebiet der Verkehrspsychologie. Sein Lehrbuch der Verkehrspsychologie wurde zu einem Standardwerk im deutschen Sprachraum. Es umfasst die Analyse des Verkehrsverhaltens, der Fahrtüchtigkeit, der Fahreignung, Aspekte der ergonomischen und pädagogischen Verkehrspsychologie sowie die verkehrspsychologische Theoriebildung. Zudem war Klebelsberg mehrjährig Mitherausgeber der Zeitschrift für Differentielle und Diagnostische Psychologie.

## Privates
Er war verheiratet mit Erika Klebelsberg; das Ehepaar hatte die Kinder Bernd, Stefan und Anja.

## Publikationen (Auswahl)
Monografien
- Verkehrspsychologie. Springer-Verlag, Berlin 1982, ISBN 978-3-642-47507-8.
- Mit Hanns Ch. Heinrich: Einführung in den motorisierten Strassenverkehr (EMS). Teil: Bd. 1 : Teilbericht 1/2. Bundesanstalt für Straßenwesen, Bereich Unfallforschung, Köln 1976.
- Subjektive und objektive Sicherheit im Straßenverkehr als Aufgabe für die Verkehrssicherheitsarbeit. Deutsche Verkehrswacht e.V., Bonn-Beuel: Dt. Verkehrswacht e. V. 1971.
- Risikoverhalten als Persönlichkeitsmerkmal. Verlag Huber, Bern 1969 (zugleich Habil.-Schrift, Universität Tübingen 1967).
- Mit Bernhard Michael Biehl; U. Seydel: Beeinträchtigen Psychopharmaka die Fahrtüchtigkeit des Kraftfahrers? Ergebnis einer Untersuchung des Verkehrspsychologischen Instituts des Kuratoriums für Verkehrssicherheit, Wien. Schattauer, Stuttgart 1966.